# NGC 7769
NGC 7769 is een spiraalvormig sterrenstelsel in het sterrenbeeld Pegasus. Het hemelobject werd op 18 september 1784 ontdekt door de Duits-Britse astronoom William Herschel.

## Synoniemen
- UGC 12808
- IRAS 23485+1952
- MCG 3-60-30
- KCPG 592A
- ZWG 455.54
- KAZ 346
- KUG 2348+198A
- PGC 72615